# Інспектор. Міста
«Інспектор. Міста» — проєкт у жанрі реаліті-шоу на телеканалі 1+1. У програмі телеведучий Володимир Остапчук проводить інспекції українських міст і оцінює рівень комфорту життя українців у кожному з них.

## Команда
- Ведучі: 1. Ольга Фреймут; 2. Володимер Остапчук;
- Продюсер: Анна Пагава;
- Лінійний продюсер: Анастасія Косточко;
- Звукорежисер: Звєров Влад;
- Режисер-постановник: Косинський Андрій;
- Режисери монтажу: Косинський Андрій, Ільїнський Андрій;
- Редактори монтажу: Маргарита Осіна, Людмила Жаденова;
- Шеф-редактор: Оксана Лісненко;
- Оператор-постановник: Костянтин Тимошенко.

## Відзнаки

Відзнака Інспектора Фреймут — 2014 рік
Відзнака Інспектора Фреймут — 2015 рік

## Сезони

### 1 сезон
Ведуча керується думкою глядачів телеканалу та їх побажаннями щодо інспекцій закладів громадського харчування Сезон тривав з 3 вересня 2014 по 24 грудня 2014 року. Виходив щовівторка о 22:00.
| № за сезоном | № за хронологією | В Україні              | За кордоном       | Дата виходу |
| ------------ | ---------------- | ---------------------- | ----------------- | ----------- |
| 1            | 1                | Київ                   | Рим               | 03.09.2014  |
| 2            | 2                | Львів                  | Париж             | 10.09.2014  |
| 3            | 3                | Одеса                  | Париж             | 17.09.2014  |
| 4            | 4                | Дніпро                 | Трієста           | 24.09.2014  |
| 5            | 5                | Івано-Франківськ       | Рим               | 01.10.2014  |
| 6            | 6                | Одеса                  | Ніцца             | 08.10.2014  |
| 7            | 7                | Яремче, Буковель       | Марібель          | 15.10.2014  |
| 8            | 8                | Кривий Ріг             | Рим               | 22.10.2014  |
| 9            | 9                | Київ                   | Париж             | 29.10.2014  |
| 10           | 10               | Вінниця                | Женева            | 05.11.2014  |
| 11           | 11               | Полтава, Лобкова Балка | Мом'ян            | 12.11.2014  |
| 12           | 12               | Харків                 | Венеція           | 19.11.2014  |
| 13           | 13               | Запоріжжя              | Венеція           | 26.11.2014  |
| 14           | 14               | Зона АТО               | Баварія           | 03.12.2014  |
| 15           | 15               | Луцьк, Колодяжне       | Сен-Жан-Кап-Ферра | 10.12.2014  |
| 16           | 16               | Львів                  | Антиба            | 17.12.2014  |
| 17           | 17               | Підсумки сезону        | —                 | 24.12.2014  |

### 2 сезон
До проєкту було залучено експертів: фахівців, які коментували проблему з професійної точки зору. Сезон тривав з 1 квітня по 3 червня 2015 року.
| № за сезоном | № за хронологією | Назва                                                             | Дата виходу |
| ------------ | ---------------- | ----------------------------------------------------------------- | ----------- |
| 1            | 18               | Великі мережеві супермаркети: Київ                                | 01.04.2015  |
| 2            | 19               | Середні загальноосвітні школи: Бахумт, Одеса, Пнів                | 08.04.2015  |
| 3            | 20               | Домашній сервіс: Одеса, Київ, Львів                               | 15.04.2015  |
| 4            | 21               | Магазини одягу: Київ, Львів                                       | 22.04.2015  |
| 5            | 22               | Дитячі садочки: Львів, Одеса, Київ, Бахмут                        | 29.04.2015  |
| 6            | 23               | Ресторани: Київ                                                   | 06.05.2015  |
| 7            | 24               | Лікарні: Київ, Підгірці                                           | 13.05.2015  |
| 8            | 25               | Готелі: Львів, Київ                                               | 20.05.2015  |
| 9            | 26               | Великі мережеві супермаркети 2: Житомир, Київ, Миколаїв           | 27.05.2015  |
| 10           | 27               | Відпочинок: Драгобрат, Верхній Ясенів, Белек та Кемер (Туреччина) | 03.06.2015  |

### 3 сезон
Сезон тривав з 10 листопада 2015 по 22 грудня 2015 року.
| Номер серії за сезоном | Номер серії за хронологією | Назва серії                                                       | Дата виходу серії |
| ---------------------- | -------------------------- | ----------------------------------------------------------------- | ----------------- |
| 1                      | 28                         | Пологові будинки: Київ, Дрогобич, Житомир                         | 10.11.2015        |
| 2                      | 29                         | Громадський транспорт та парковки: Вінниця, Київ, Одеса, Чернігів | 17.11.2015        |
| 3                      | 30                         | Дитячі розважальні центри: Одеса, Київ, Дніпро, Харків            | 24.11.2015        |
| 4                      | 31                         | Школи: Коцюбинське, Мала Рача, Боярка                             | 01.12.2015        |
| 5                      | 32                         | Великі мережеві супермаркети: Проліски, Київ, Дніпро              | 08.12.2015        |
| 6                      | 33                         | Дитячі садочки: Київ, Житомир, Чернівці, Піщана                   | 15.12.2015        |
| 7                      | 34                         | Послуги краси: Ніжин, Київ                                        | 22.12.2015        |

### Рекомендовані заклади (1-3 сезони)
| Місто                              | Нагороджені заклади |
| ---------------------------------- | --- |
| Антиба, Франція                    | Ресторан «Michelangelo» |
| Баварія, Німеччина                 | — |
| Бахмут                             | Школа № 24 Дитячий садок «Кріпиш»                                                                                                  |
| Белек, Туреччина                   | Готель «Махх Royal» |
| Боярка (Київська область)          | — |
| Буковель                           | Ресторан «Montblanc» |
| Венеція, Італія                    | Ресторан «Quadri» |
| Вінниця                            | Ресторан «Ile-De-France» Кафе «Цукерня» Трамваї                                                                                    |
| Дніпро                             | Кафе «Миші Бляхера» |
| Драгобрат                          | — |
| Дрогобич                           | — |
| Женева, Швейцарія                  | Ресторан «Windows» |
| Житомир                            | Обласний перинатальний центр Дитячий садок «Вербиченька»                                                                           |
| Запоріжжя                          | — |
| Івано-Франківськ                   | Ресторан «Fabbrica» |
| Кемер, Туреччина                   | — |
| Київ                               | Супермаркет «Good Wine» Агентство «Vip-Service» Супермаркет «Le Silpo» Ресторан «Любимый дядя» Кафе «3B Cafe»                      |
| Колодяжне (Волинкська область)     | — |
| Коцюбинське (Київська область)     | — |
| Кривий Ріг                         | Кафе «McDonald's» |
| Лобкова Балка (Полтавська область) | — |
| Луцьк                              | Кафе «First Cafe» |
| Львів                              | Кафе «Світ кави» Кафе «Glory Cafe»                                                                                                 |
| Мала Рача (Житомирська область)    | Міська школа |
| Марібель, Франція                  | Кафе «Le Bistrot de l'oree» |
| Миколаїв                           | — |
| Мом'ян, Хорватія                   | Ресторан «Stari podrum» |
| Ніжин                              | — |
| Ніцца, Франція                     | — |
| Одеса                              | Кафе «Компот» Нічний клуб «Ibiza» Кафе «Cannoli» Ресторан «Bernardazzi» Ресторан «Olio pizza» Домашній персонал Ольги Романовської |
| Париж, Франція                     | Ресторан «Monsieur Bleu» |
| Підгірці (Львівська область)       | — |
| Піщана (Одеська область)           | — |
| Полтава                            | Ресторан «Fish&Fusion» |
| Пнів (Івано-Франківська область)   | — |
| Проліски (Київська область)        | — |
| Рим, Італія                        | Ресторан «Oliver Glovig» |
| Сен-Жан-Кап-Ферра, Франція         | Ресторан «La Table Du Royal» |
| Триєст, Італія                     | Ресторан «Suban» |
| Харків                             | — |

## Премії програми

Народна премія Інспектора Фреймут

Часто в закладах, які не витримали перевірки, Ольга зустрічає відданих, чесних та професійних працівників, що залишалися без належної уваги, тому було започатковано «Народну премію Інспектора Фреймут».
Після кожного випуску на сторінці проєкту глядачі телепередачі можуть проголосувати за найкращих працівників у проінспектованих ресторанах. Учасник, що набрав найбільшу кількість голосів після кожної програми, потрапляє до фіналу.
За результатами фінального голосування визначається найкращий працівник, який отримає інспекторську нагороду програми.
| Сезон | №  | Переможець      | Місто   | Місце роботи                              | Посада | Голоси |
| ----- | -- | --------------- | ------- | ----------------------------------------- | ------ | ------ |
| 1     | 12 | Раїса Василівна | Харків  | Їдальня ХНПУ ім. Сковороди                | Кухар  | 3449   |
| 2     | 2  | Наталя          | Бахмут  | Бахмутська школа № 24                     | Кухар  | 3050   |
| 3     | 1  | Юрій            | Житомир | Житомирський обласний перинатальний центр | Лікар  | 2728   |

## Новий Інспектор Фреймут. Міста
Проєкт про перевірки медицини, безпеки, освіти, їжі та еліти міст України. Стартував 1 листопада 2016 року. Максимальна оцінка міста складається з 10 балів.
Сезон тривав до 20 грудня 2016
| Дата       | Місто        | Бали | Гордість                                    | Ганьба |
| ---------- | ------------ | ---- | ------------------------------------------- | --- |
| 01.11.2016 | Хуст         | 5    | Гімназія-інтернат, Ресторан «Маленький рай» | Хустський пологовий будинок                                                                                  |
| 08.11.2016 | Бердянськ    | 3    | Послуги швидкоЇ допомоги                    | Готель «Sun Resort», Супермаркет «Азовський»                                                                 |
| 15.11.2016 | Полтава      | 4    | Дитяча міська клінічна лікарня              | Супермаркет «Еко-Маркет», Центральний ринок, Школа № 12                                                      |
| 22.11.2016 | Херсон       | 4    | Школа № 30                                  | Імперія розваг «Rest»                                                                                        |
| 29.11.2016 | Чернівці     | 6    | Гімназія № 4                                | Кондитерський дім «Ваніль», Безпека на Калинівському ринку, Інфекційне відділення обласної клінічної лікарні |
| 06.12.2016 | Хмельницький | 5    | Міська клініка № 1                          | М'ясокомбінат «Проскурів М'ясо»                                                                              |
| 13.12.2016 | Черкаси      | 6    | -                                           | Центр матері та дитини                                                                                       |
| 20.12.2016 | Маріуполь    | 7    | Лікарня швидкої допомоги, Технічний ліцей   | Хлібозавод                                                                                                   |

## Критика
На думку критиків, програму використовують задля чорного піару та дискредитації суперників та супротивників бізнес-інтересів власників медіаголдингу — групи «Приват».